# Püspökmolnári
Püspökmolnári è un comune dell'Ungheria di 996 abitanti (dati 2001). È situato nella contea di Vas.